# Dals Långed
Dals Långed ist ein Ort (Tätort) in der schwedischen Provinz Västra Götalands län und der historischen Provinz Dalsland. Er gehört zur Gemeinde Bengtsfors.
Der Ort liegt am südlichen Ende des Sees Laxsjön etwa 15 Kilometer vom Hauptort der Gemeinde entfernt. Dals Långed liegt an der Bahnstrecke Mellerud–Arvika. Zwischen Mellerud und Bengtsfors verkehrt in den Sommermonaten ein historischer Triebwagen im Tourismusverkehr. Der Länsväg O 2236 führt durch den Ort.

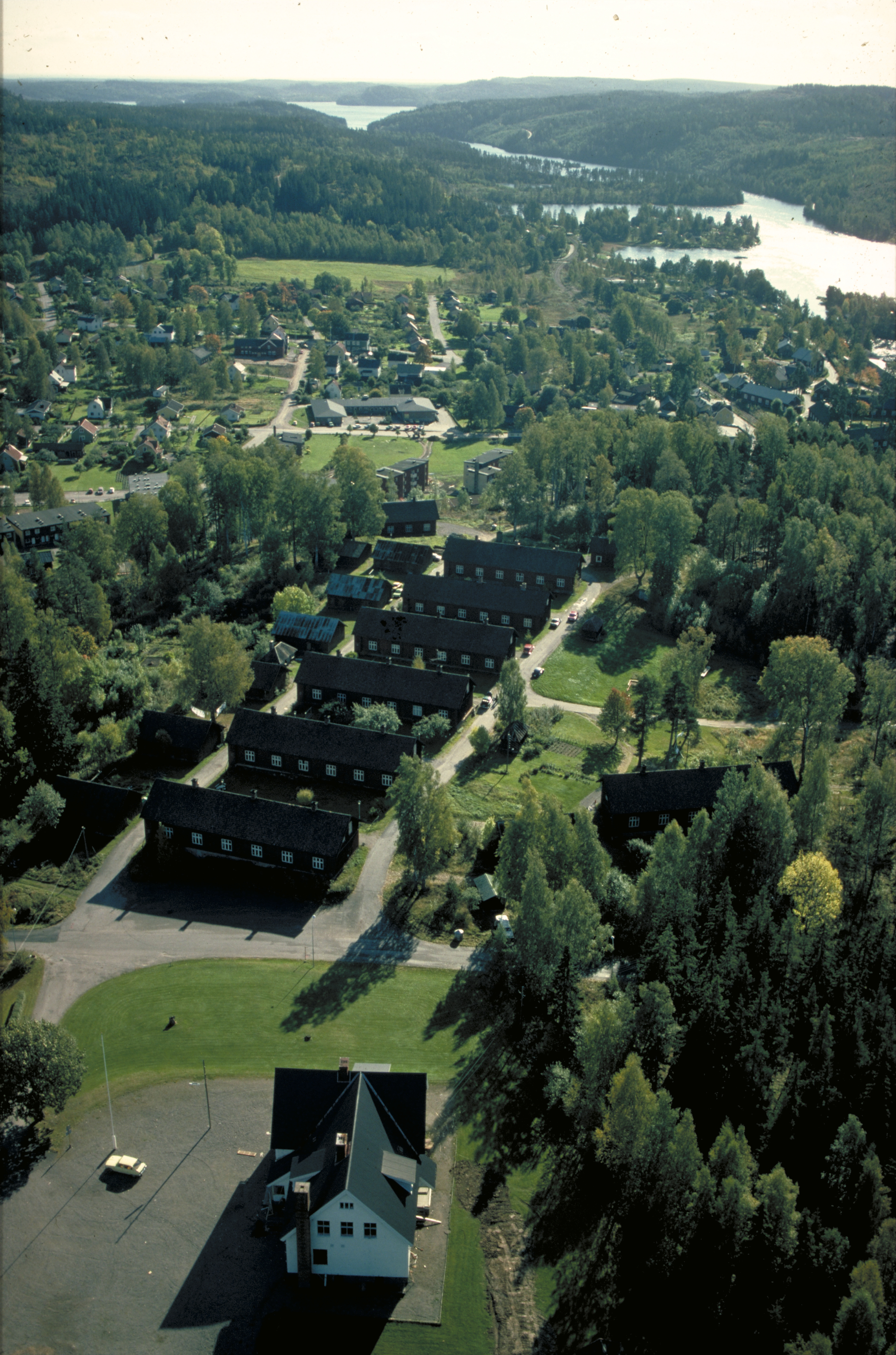
Um 1980
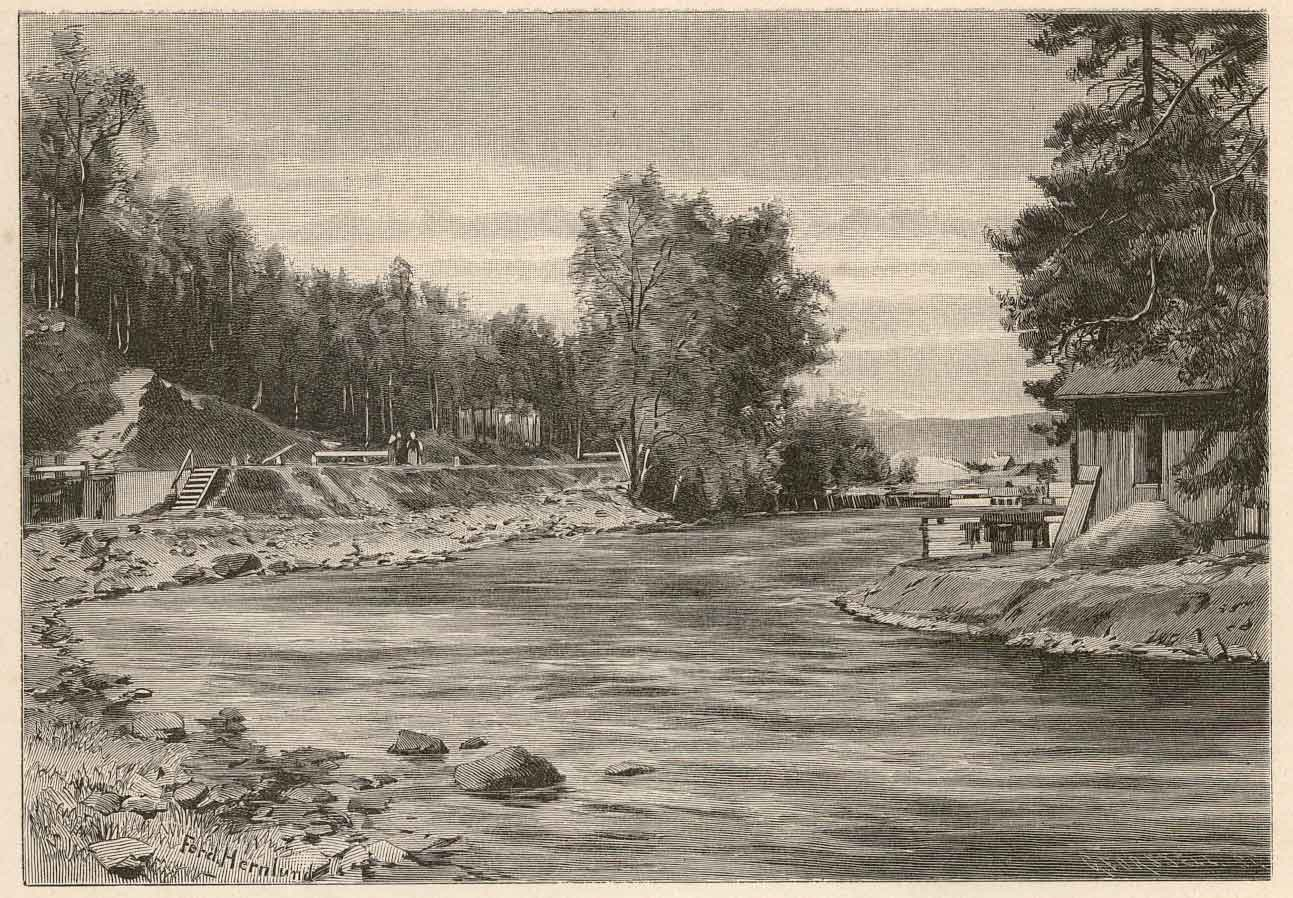
Bild von 1888
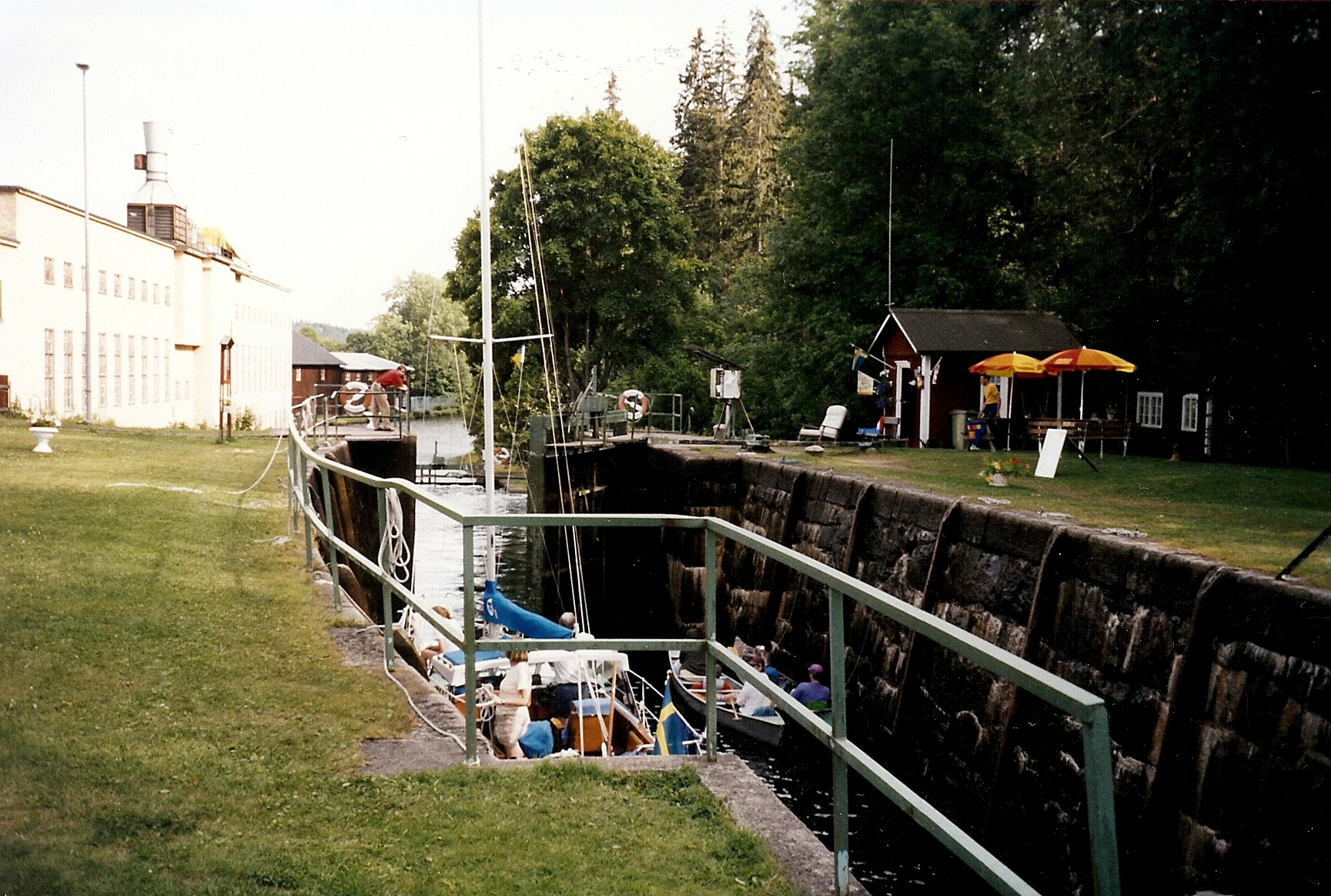
Schleuse
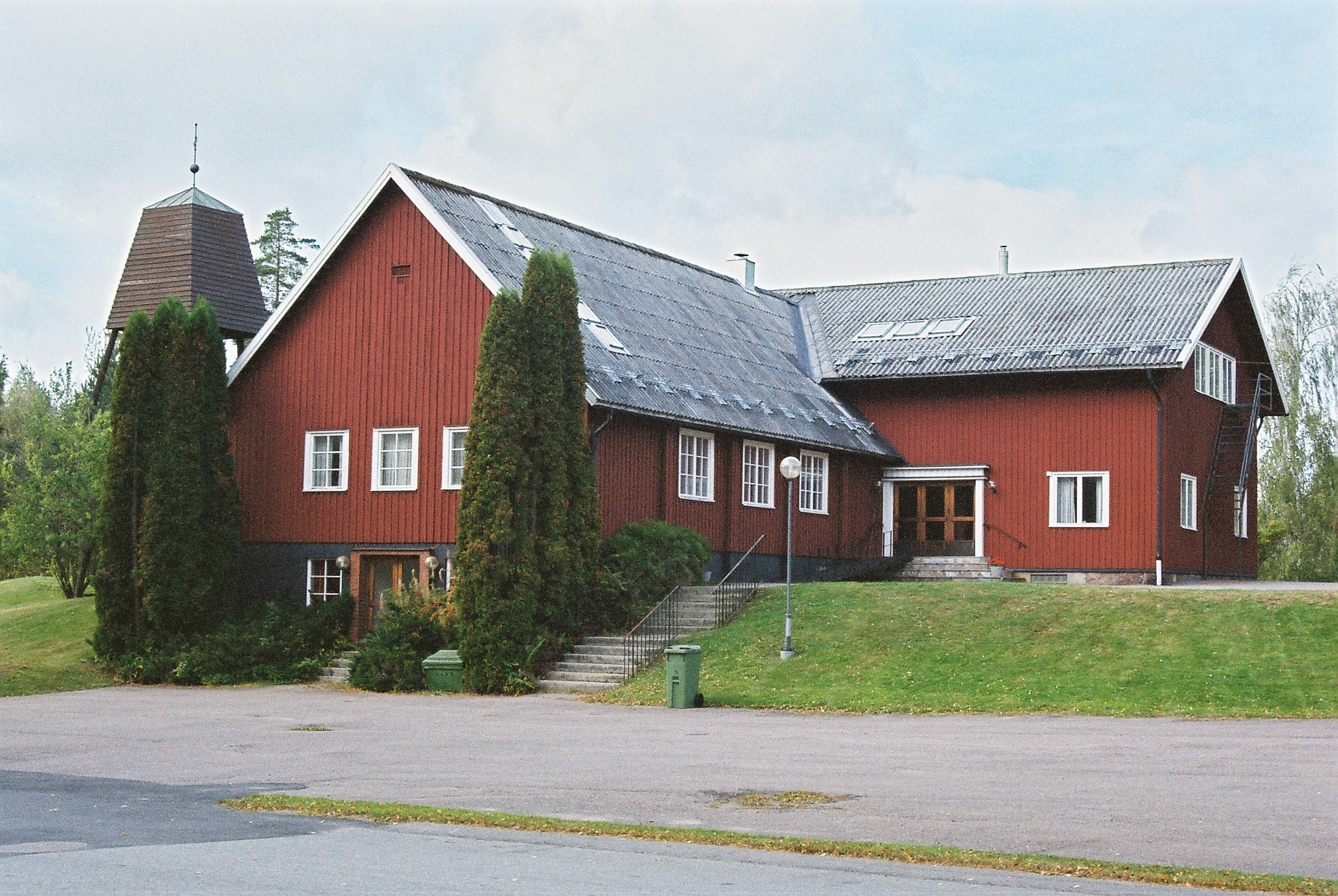
Kirche